# Durwards Falls
Die Durwards Falls sind ein Wasserfall im Süden des Westland District in der Region West Coast auf der Südinsel Neuseelands. Er liegt im Lauf des Cascade River zwischen der Olivine Range im Osten und der Red Hills Range im Westen. Seine Fallhöhe beträgt rund 50 Meter.